# Csinan–Csingtao nagysebességű vasútvonal
A Csinan–Csingtao nagysebességű vasútvonal (egyszerűsített kínai írással: 胶济客运专线; tradicionális kínai írással: 膠濟客運專線; pinjin: Jiāo-Jì Kèyùn Zhuān Xiàn) egy kétvágányú, 25 kV 50 Hz-cel villamosított nagysebességű vasútvonal Kínában Csinan és Csingtao között. A vonal 362,5 km hosszú, engedélyezett legnagyobb sebesség 250 km/h. A vonal része a Tajjüan–Csingtao nagysebességű vasútvonalnak.